# Eskişehir Cup 2013
L'Eskişehir Cup 2013 è stato un torneo di tennis facente parte della categoria ATP Challenger Tour nell'ambito dell'ATP Challenger Tour 2013. È stata la 1ª edizione del torneo che si è giocata a Eskişehir in Turchia dal 15 al 21 luglio 2013 su campi in cemento e aveva un montepremi di €42,000.

## Partecipanti singolare

### Teste di serie
| Nazionalità | Giocatore          | Ranking* | Testa di serie |
| ----------- | ------------------ | -------- | -------------- |
| Israele     | Dudi Sela          | 94       | 1              |
| Belgio      | David Goffin       | 107      | 2              |
| Russia      | Tejmuraz Gabašvili | 136      | 3              |
| Bielorussia | Uladzimir Ihnacik  | 155      | 4              |
| Svizzera    | Marco Chiudinelli  | 164      | 5              |
| Turchia     | Marsel İlhan       | 177      | 6              |
| Slovacchia  | Karol Beck         | 203      | 7              |
| Bielorussia | Dzmitry Zhyrmont   | 224      | 8              |

- Ranking al 9 luglio 2013.

### Altri partecipanti
Giocatori che hanno ricevuto una wild card:
- Durukan Durmus
- Baris Erguden
- Cem İlkel
- Anil Yuksel

Giocatori che sono passati dalle qualificazioni:
- Alexandros Jakupovic
- Aleksandr Kudrjavcev
- David Rice
- Filip Veger
- Gilad Ben Zvi (lucky loser)
- Jaime Pulgar-Garcia (lucky loser)

Giocatori che hanno ricevuto un entry come alternate:
- Blaž Rola

## Vincitori

### Singolare
David Goffin ha battuto in finale  Marsel İlhan con il punteggio di 4–6, 7–5, 6–2

### Doppio
Marin Draganja /  Mate Pavić hanno battuto in finale  Sanchai Ratiwatana /  Sonchat Ratiwatana con il punteggio di 6–3, 3–6, [10–7]